# Christer Gulldén
Lars Christer Gulldén (* 13. August 1960 in Göteborg) ist ein ehemaliger schwedischer Ringer.

## Werdegang
Christer Gulldén wuchs in Göteborgs Stadtteil Örgryte auf und begann dort im Alter von 8 Jahren mit dem Ringen. Der hochtalentierte Gulldén wurde von seinem Trainer Leo Myllari beim Sportverein Örgryte Idrottssällskap (IS) gezielt an die schwedische Spitzenklasse herangeführt. Mit 18 Jahren startete er bei der Junioren-Europameisterschaft in Oulu und belegte einen guten 5. Platz im griechisch-römischen Stil im Halbschwergewicht. In den nächsten Jahren schlug er sich bei den intern. Juniorenmeisterschaften noch besser, denn 1979 wurde der Vizeweltmeister in Haparanda und in seinem letzten Juniorenjahr 1980 wurde er Europameister im Halbschwergewicht im türkischen Bursa.
Der Weg in die Weltspitze war für Gulldén aber schwierig, weil in seiner Gewichtsklasse in Schweden der einige Jahre ältere mehrfache Welt- und Europameister Frank Andersson stand, gegen den Gulldén meist keine Chance hatte. Er musste deshalb in das Schwergewicht ausweichen und hatte dort immer einen Gewichtsnachteil von ungefähr fünf bis acht Kilogramm. Auch bei seinem ersten Start bei einer internationalen Meisterschaft, der Europameisterschaft in Prievidza startete Gulldén im Schwergewicht, konnte aber seine Gewichtsnachteile nicht ausgleichen und schied nach zwei Niederlagen aus. Bei der Europameisterschaft 1981 in Göteborg startete er wieder im Schwergewicht und erkämpfte sich die Bronzemedaille. Im Kampf um diese Medaille besiegte er Vasile Andrei aus Rumänien.
1981 gelang Gulldén beim Turnier in Klippan im Halbschwergewicht sogar ein Sieg über Andersson, trotzdem wurde weiterhin Andersson bei den Welt- und Europameisterschaften im Halbschwergewicht eingesetzt. Da Gulldén international im Schwergewicht keine Perspektiven für sich sah, verzichtete er auf weitere Starts. Nachdem zwischenzeitlich Frank Andersson zurückgetreten war, wagte Gulldén 1987 ein Comeback auf der internationalen Ringermatte. Er musste aber erkennen, dass die Entwicklung inzwischen weitergeschritten war. Immerhin belegte er bei den Olympischen Spielen 1988 in Seoul im Halbschwergewicht den 4. Platz.
Er beendete danach seine internationale Ringerlaufbahn endgültig und wurde Trainer in Örgryte. Er war auf diesem Gebiet sehr erfolgreich und führte unter anderem Mikael Ljungberg zum Olympiasieg. Christer Gulldén ist heute Geschäftsmann in der Werbebranche.

## Erfolge
Christer Gulldén wurde schwedischer Meister im griechisch-römischen Stil im Halbschwergewicht in den Jahren 1979, 1980, 1988 und 1990 sowie 1986, 1987 und 1994 im Schwergewicht. Außerdem wurde er noch viermal schwedischer Meister im freien Stil.

### Bei internationalen Bewerben
(OS = Olympische Spiele, WM = Weltmeisterschaft, EM = Europameisterschaft, GR = griechisch-römischer Stil, Hs = Halbschwergewicht, S = Schwergewicht, damals bis 90 beziehungsweise 100 Kilogramm Körpergewicht)
- 1978, 5. Platz, Junioren-EM in Oulu, GR, Hs, hinter Sergej Golubowitsch, UdSSR, Krassimir Krumow, Bulgarien, Uwe Sachs, BRD und Hannu Kinnunen, Finnland;
- 1979, 2. Platz, Junioren-WM in Haparanda, GR, Hs, hinter Waleri Idanow, UdSSR und vor Grzegorz Wilczewski, Polen, Atanas Komtschew, Bulgarien und Uwe Sachs;
- 1980, 1. Platz, Junioren-EM in Bursa, GR, Hs, vor Nikolai Sibitnew, UdSSR, Lajos Herzceg, Ungarn, Zbigniew Lobeyko, Polen, Ilie Matei, Rumänien und Josef Tertelj, Jugoslawien;
- 1980, 3. Platz, Meisterschaft der Europäischen Union, GR, Hs, hinter Jarmo Övermark, Finnland und Pal Berger, Norwegen und vor Uwe Sachs und Roger Mannhard, Frankreich;
- 1980, 9. Platz, EM in Prievidza, GR, S, nach Niederlagen gegen Oldřich Dvořák, Tschechoslowakei und Georgi Rajkow, Bulgarien;
- 1980, 1. Platz, World-Cup-Turnier in Trelleborg, GR, Hs, vor Golubowitsch, Mark Johnsson, USA und Tamio Imamura, Japan;
- 1981, 1. Platz, „Klippan“-Turnier, GR, Hs, vor Waleri Dolgich, UdSSR, Georgi Rajkow und Frank Andersson, Schweden;
- 1981, 3. Platz, Großer Preis der BRD in Aschaffenburg, GR, Hs, hinter Igor Kanygin, UdSSR und Alexander Dubrowski, UdSSR und vor Frank Andersson und Franz Pitschmann, Österreich;
- 1981, 3. Platz, EM in Göteborg, GR, S, mit Siegen über Georgios Pikilidis, Griechenland, Roman Wrocławski, Polen und Vasile Andrei, Rumänien und einer Niederlage gegen Andrei Dimitrow, Bulgarien;
- 1981, 7. Platz, WM in Oslo, GR, S, nach Niederlagen gegen Roman Wrocławski und Tamás Gáspár, Ungarn;
- 1987, 10. Platz, WM in Clermont-Ferrand, GR, Hs; Sieger: Wladimir Popow, UdSSR vor Sándor Major, Ungarn und Atanas Komtschew;
- 1988, 4. Platz, OS in Seoul, GR, Hs, hinter Atanas Komtschew, Harri Koskela, Finnland und Wladimir Popow und vor Andreas Steinbach, BRD und Pitschmann